# Hydrobiosella anatolica
Hydrobiosella anatolica là một loài Trichoptera trong họ Philopotamidae. Chúng phân bố ở miền Australasia.